# Achim von Willisen
Pour les articles homonymes, voir Von Willisen.
Joachim Wilhelm Freiherr von Willisen (mort le 31 janvier 1900 à Bärenwalde en province de Prusse-Occidentale, mort le 5 avril 1983 à Munich) est un résistant allemand au nazisme, membre du complot du 20 juillet 1944.

## Biographie
Il est le fils du Rittmeister prussien Maximilian von Willisen et de son épouse Olga von Lindern. Joachim von Willisen fait un premier mariage en 1931 avec Johanna von Johnston et un second en 1958 Carola Rüdt von Collenberg (de).
Willisen étudie la sylviculture jusqu'en 1923. Durant la Première Guerre mondiale, il est soldat dans la Deutsches Heer. En 1925, il rejoint les services forestiers de la fonction publique prussienne. Après l'arrivée des nazis au pouvoir, il s'oppose au nouveau régime, aussi parce que Herbert von Bose, un membre de sa famille, est une victime de la Nuit des Longs Couteaux. Il reste cependant fonctionnaire. Début avril 1939, il appartient au ministère du Reich à l'Économie, dans la filière bois.
Après le déclenchement de la Seconde Guerre mondiale, Willisen vient dans la Wehrmacht, au sein de la 23e division d'infanterie. Grâce à Fritz-Dietlof von der Schulenburg, il fait la connaissance de la résistance militaire. En raison de blessures à répétition, Willisen est réformé et de retour dans la fonction publique, toujours dans le service forestier. Début juillet 1943, il s'occupe des forêts de Schwerin. Avec les personnes en contact avec Schulenburg, il fait partie du cabinet fantôme Beck/Goerdeler (de) pour le Wehrkreis II en cas de chute du régime nazi.
Après l'échec du complot du 20 juillet 1944, Willisen est arrêté le lendemain et interrogé pendant des semaines à Schwerin par la Gestapo. Son nom figurait sur une liste d'officiers de liaison potentiels et de nominations politiques. Au cours des interrogatoires, Willisen nie faire partie du complot et du cabinet fantôme. Il reste fonctionnaire jusqu'à la fin de la guerre puis participe au rétablissement d'un régime démocratique.